# Дерозье, Бернар
Бернар Дерозье — французский политик, бывший депутат Национального собрания Франции, член национального совета Социалистической партии Франции с 1963 года, бывший Президент Генерального совета департамента Нор.
Родился 10 ноября 1939 г. в Шевийи (департамент Луаре). На выборах в Национальное собрание 2007 г. выиграл голосование по 2-му избирательному округу департамента Нор, получив 58,67 % голосов. В выборах в Национальное собрание 2012 г. не участвовал.

## Занимаемые выборные должности
01.10.1973 — 17.03.1985 — член Генерального совета департамента Нор 

19.03.1978 — 17.06.2012 — депутат Национального собрания Франции от 2-го избирательного округа департамента Нор 

14.03.1983 — 18.03.2001 — мэр-делегат ассоциированной коммуны Эллемм-Лилль 

14.03.1983 — 27.06.2002 — член муниципального совета Лилля 

18.03.1985 — 29.03.1992 — Президент Генерального совета департамента Нор 

30.03.1992 — 22.03.1998 — член Генерального совета департамента Нор 

23.03.1998 — 31.03.2011 — Президент Генерального совета департамента Нор 

19.03.2001 — 27.06.2002 — член муниципального совета ассоциированной коммуны Эллемм-Лилль 
.